# 오리건주도 제31호선

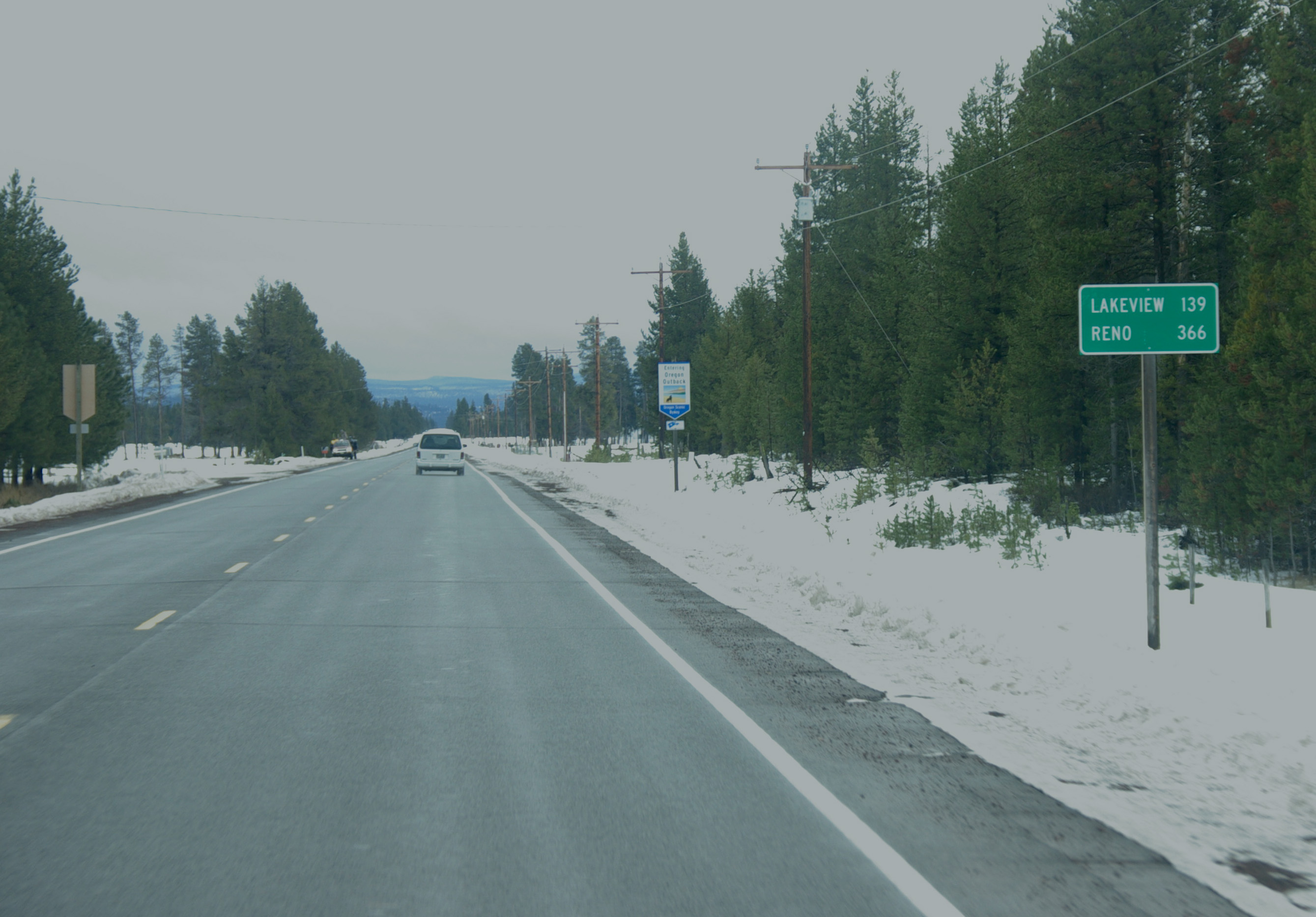
종점까지 남쪽으로 향하고 있는 OR 31호선의 모습

오리건주도 제31호선(Oregon Route 31)은 오리건주의 밸리풀스에서 라파인까지 이어주는 미국의 주도로, 총 연장은 120.57 mi의 구간을 이룬다. 그러나 OR 31호선은 본디부터 오리건주의 주도 체계에 따라 본시부터 프리몬트 하이웨이 19호선의 일부를 이룬다. 그래서 이 도로가 존 C. 프리몬트에 의해 도로명이 명명되었다. 다만 오리건주도 제31호선은 전체적으로 볼 때 캘리포니아주의 주계선까지 이어지고 있지만, 실질적으로는 아웃백 시닉 바이웨이의 일부를 구성한다.

## 통과하는 군
- 레이크군 - 더슈츠군

## 접촉하는 도로
- 국도 제395호선 (미국)(영어판)
- 국도 제97호선 (미국)(영어판)